# Turopolje
Turopolje este o arie protejată (arie de protecție specială avifaunistică — SPA) din Croația întinsă pe o suprafață de 19.999,02 ha, integral pe uscat.

## Localizare
Centrul sitului Turopolje este situat la coordonatele 45°36′18″N 16°16′29″E / 45.605025°N 16.274596°E.

## Înființare
Situl Turopolje a fost declarat arie de protecție specială avifaunistică în iulie 2013 pentru a proteja 17 specii de animale.

## Biodiversitate
Situată în ecoregiunea continentală, aria protejată nu include niciun habitat protejat.
La baza desemnării sitului se află mai multe specii protejate de  păsări (17): pescăruș albastru (Alcedo atthis), acvilă țipătoare mică (Aquila pomarina), barză albă (Ciconia ciconia), barză neagră (Ciconia nigra), erete vânăt (Circus cyaneus), erete cenușiu (Circus pygargus), cristeiul de câmp (Crex crex), ciocănitoarea de stejar (Dendrocopos medius), ciocănitoare neagră (Dryocopus martius), muscar-gulerat (Ficedula albicollis), codalb (Haliaeetus albicilla), sfrâncioc roșiatic (Lanius collurio), sfrânciocul cu frunte neagră (Lanius minor), viespar (Pernis apivorus), ciocănitoare verzuie (Picus canus), huhurezul mic (Strix uralensis), silvie porumbacă (Sylvia nisoria).